# Vayres-sur-Essonne
Vayres-sur-Essonne är en kommun i departementet Essonne i regionen Île-de-France i norra Frankrike. Kommunen ligger i kantonen La Ferté-Alais som tillhör arrondissementet Étampes. År 2022 hade Vayres-sur-Essonne 974 invånare.

## Befolkningsutveckling
Antalet invånare i kommunen Vayres-sur-Essonne
| Referens: INSEE |